# Ngô Bảo Châu
Ngo Bao Chau (* 28. června 1972) je vietnamský matematik (nyní má francouzskou národnost). Narodil se ve Vietnamu. Absolvoval univerzitu v Hanoji, Vietnam. Studoval ve Francii a v současnosti pracuje v institutu pro rozšířené vzdělání v Princetonu v New Jersey. Ngo Bao Chauovi byla v roce 2010 udělena Fieldsova medaile, na setkání v indickém Hajdarábádu.